# Fleur de Lys (Terre-Neuve-et-Labrador)
Pour les articles homonymes, voir Fleur de lys.
Fleur de Lys est une municipalité de Terre-Neuve-et-Labrador au Canada. Elle est située sur la route 410.